# Црни дуд
Црни дуд (Morus nigra) је високо листопадно дрво пореклом из југозападне Азије, где се узгаја тако дуго да се његово првобитно станиште не може са сигурношћу утврдити. У Европу је унесен веома давно, тако да се одомаћио.
У порти Пећке патријаршије расте стабло црног дуда познато као Шам-дуд старо око 750 година, за које се верује да га је засадио српски архиепископ Сава II средином 13. века.

## Изглед
Црни дуд може порасти до 20 м и има широко разгранату и густу крошњу. Кора дебла је сиво-смеђа и браздасто уздужно испуцала. Изданци су црвенкасто-смеђи, длакави, у јесен постају тамносмеђи. Листови су дебели, широко јајасти, дуги 6-15 цм, при основи срцасти, зашиљеног врха. По ободу су назубљени, са наличја храпави са оштрим длакама. Мушке цвасти дуге су око 2,5, а женске око 1,5 цм. Цветни омотач и жигови такође су длакави. Плодови – дудиње су црно-љубичасте до сасвим црне, далеко укусније од дудиња белог дуда и готово двоструко веће од њих.

## Услови станишта
Црни дуд боље подноси ниске температуре од белог дуда и отпорнији је на суву климу. Према земљишту је скромних захтева. На градске услове је отпоран. Размножава се генеративно, из семена и вегетативно, резницама и калемљењем.

## Употреба
У прошлости је било покушаја да се свилене бубе (Bombyx mori) узгаја и на црном дуду, али његови листови, оштро длакави са наличја нису погодни за исхрану овог лептира. Самим тим црни дуд је ређе сађен од белог. Дрво црног дуда мање је цењено од дрвета белог дуда, али су плодови укуснији па се на Блиском истоку конзумирају као воће и често користе за припрему различитих посластица – џемова, воћних сирупа и сл. (попут малина и купина код нас). Хранљиви су и богати витамином C. Осим плодова користе се и листови, младе гранчице и кора у народној медицини, посебно у Кини и Индији. Плодови и листови такође се могу користити и за добијање природних боја за бојење тканина.

## Значај у озелењавању
Црни дуд је цењена врста у пејзажној архитектури како због широке, густе крошње, тако и због својих скромних захтева према условима средине. Предност при садњи имају мушке јединке првенствено зато што не плодоносе. Женске и једнодоме јединке дуда обилато плодоносе, а њихови бројни плодови изузетно много прљају простор око стабала, те се морају свакодневно уклањати. Као и други дудови и црни дуд добро подноси орезивање, па се од њега могу формирати интересантне листопадне живе ограде.
- Листови и плодови црног дуда
- Изразито храпава кора дебла
- Слатке и укусне дудиње
- Изузетно лепо обликована жива ограда од црног дуда

## Споменици природе
У порти манастира Пећке патријаршије расте стабло црног дуда познато као Шам-дуд. Старост му се процењује на око 750 година. Заштићено је законом 1957. године.